# Каптан, Мельтем
Мельтем Каптан (нем. Meltem Kaptan; родилась 8 июля 1980, Гютерсло, Северный Рейн-Вестфалия, ФРГ) — немецкая актриса турецкого происхождения, играющая в театре и кино. За свою роль в фильме «Рабийе Курназ против Джорджа Буша», показанном на 72-м Берлинском кинофестивале в 2022 году, получила «Серебряного медведя».

## Биография
Мельтем Каптан родилась в 1980 году в западногерманском городе Гютерсло в семье турецкого происхождения. Она училась в Марбургском и Босфорском университетах, изучала актёрскую игру в Стамбуле и Вашингтоне. С 2003 года играла в американских театрах, позже снялась в ряде турецких короткометражных фильмов. В 2004 году Каптан стала членом труппы Английского театра в Марбурге, где впоследствии выступала и в роли режиссёра. Параллельно она работала на радио как актриса и сценарист, с 2008 года снималась на германском телевидении.
Как актриса Каптан прославилась в 2022 году благодаря главной роли в фильме Андреаса Дрезена «Рабийе Курназ против Джорджа Буша», показанном на 72-м Берлинском кинофестивале. Работа Каптан заслужила высокие оценки критиков, актриса получила «Серебряного медведя». Российский критик Андрей Плахов в связи с этим охарактеризовал Каптан как «отличную комедийную актрису, живое воплощение бодипозитива».